# Bruxelles (chanson de Dick Annegarn)
Pour les articles homonymes, voir Bruxelles (homonymie).
Ne pas confondre avec la chanson Bruxelles de Jacques Brel.
Pistes de Sacré géranium
Le grand dîner
(3) Volet fermé
(5)
Bruxelles est une chanson du chanteur Dick Annegarn sortie sur son premier album en 1974. 
Elle évoque la ville de Bruxelles, en Belgique, telle une maîtresse dont il se languit, au gré de comparaisons avec une autre maîtresse allégorique, Paris.

## Composition
Dick Annegarn dit régulièrement en interview que la chanson ne s'adressait pas à la ville, mais à un dénommé Michel. Il est cité explicitement dans le deuxième couplet et « Bruxelles ma belle » est un clin d’œil à « Michelle ma belle » des Beatles.
Dans un entretien donné en 2013, il explique qu'il ne voulait d'abord pas mettre la chanson sur son premier album : « sur le disque, je trouvais que c’était une rengaine, que c’était fastoche… « Ô Toulouse », « Paris mon ami »… New York a été chanté maintes fois… Mon premier disque, c'était des exercices de style à la française puisque je ne suis pas français et que je ne chantais pas de chansons françaises. » Il disait un peu différemment en 1997 : « À l’époque, je ne voulais pas mettre Bruxelles sur mon premier album, je la trouvais ringarde. Je n’avais pas encore trouvé de style et je misais sur des “à la manière de” »

## Analyse
D'après Pierre-Yves Quiviger, la chanson est un exemple d'utilisation du perspectivisme — tout comme pour la chanson Saint-Étienne de Bernard Lavilliers — faisant émerger une certaine idiosyncrasie.

## Reprises, adaptations, hommages
La chanson a entre autres été reprise par Alain Bashung.
À la suite des attentats du 22 mars 2016 à Bruxelles, la chanson est devenue, moins de vingt-quatre heures après la tragédie, un hymne de soutien aux victimes, notamment grâce aux réseaux sociaux, où une vidéo de la chanson est diffusée,. Daan interprète la chanson le 22 mai 2016 lors de la cérémonie d'hommage aux victimes.
En 2018, Angèle a été révélée grâce à la reprise qu'elle en a faite.

## Classement
| Classement (1974)                       | Meilleure place |
| --------------------------------------- | --------------- |
| France (IFOP)                           | 24              |
| Belgique (Wallonie Ultratop 50 Singles) | 26              |

| Classement (2016) | Meilleure place |
| ----------------- | --------------- |
| France (SNEP)     | 58              |